# Placentia (Kalifornija)
Placentia je grad u američkoj saveznoj državi Kalifornija. Prema popisu stanovništva iz 2010. u njemu je živjelo 50.533 stanovnika.